# 朝鮮半島南部の前方後円形墳

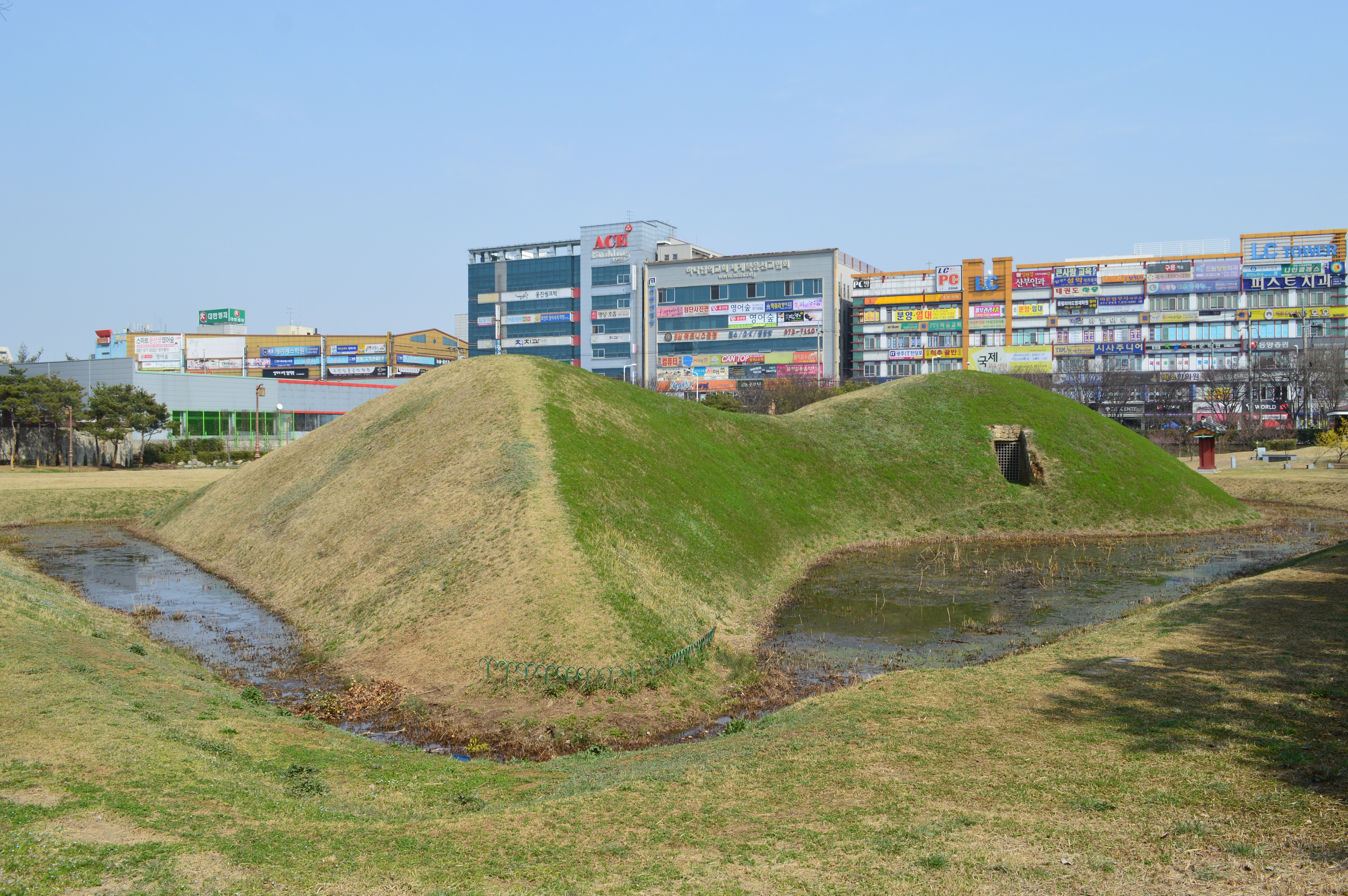
光州月桂洞1号墳（韓国光州広域市）朝鮮半島の前方後円形墳（長鼓墳）の1つ。左に前方部、右奥に後円部と石室。日本列島の前方後円墳同様に周堀を有する。

本項では朝鮮半島南部の前方後円形墳、すなわち朝鮮半島南部の大韓民国（韓国）全羅南道・全羅北道に分布する、日本列島の前方後円墳と同じ墳形の古墳について解説する。
これらの古墳は、日本側では「前方後円墳」・「前方後円形墳」、韓国側では「前方後円墳（전방후원분）」のほか楽器のチャング（チャンゴ/장고/長鼓）になぞらえ「長鼓墳（チャンゴブン/장고분）」などと表記される。日本列島の前方後円墳との間には類似点・相違点が存在することから、以下本項では「前方後円形墳」の表記で区別して解説する。

## 概要
朝鮮半島西南部の栄山江流域では、日本列島に特徴的な前方後円形（円形の主丘に方形の突出部が付いた鍵穴形）の墳形を持つ10数基の古墳の存在が知られる。これらは5世紀後半から6世紀前半（朝鮮半島の三国時代、日本の古墳時代中期-後期）の築造とされ、3世紀中頃から7世紀前半頃にわたって展開した日本列島の前方後円墳の手法を基にしたと見られることから、当時の日本列島と朝鮮半島の政治的・経済的・文化的関係を表す事例として注目される。
古墳の構造は、前方後円形という概形こそ各古墳で共通するものの、墳形の寸法や外表施設・埋葬施設の点では個々で相違し画一的ではない。発掘調査では、外表施設として一部の古墳に周堀・段築・葺石・埴輪・木製品が存在することや、埋葬施設として一部に九州系横穴式石室の要素が存在することが判明し、これらは日本列島の前方後円墳とも共通する。しかしそれら墳丘・施設は列島のものの模倣に近く、また副葬品には倭（日本）系・百済系・大加耶系の文物が混在する点で、特定地域に限らず様々な地域との交渉を反映した多義的な様相が認められている。
前方後円形墳の分布する栄山江流域は、文献史学的には史料が乏しく当時の情勢が不明な地域になるが、考古学的には当時の倭・百済・加耶のいずれとも異なる独自の在地系勢力（馬韓残存勢力）が存在した地域とされる。そしてこの在地勢力が百済の支配下に入る時期（6世紀中頃）の前段階において、在地系の高塚古墳と列島系の前方後円形墳の2つの墓制が展開した。しかし栄山江流域は日本列島と連続する地域ではないほか、一帯では列島からの大量移住の形跡もなく、各前方後円形墳自体も1世代のみで築造を終焉するため、このような列島系の墳形が築造された背景は依然詳らかでない。現在も、被葬者としては在地首長説・倭系百済官人説・倭人説の3説に大きく分かれて議論が続くトピックになる。

## 一覧
| 名称                                                       | 所在地     | 所在地             | 座標                                     | 墳丘長    | 築造時期 | 発掘調査             | 文化財指定                                        | 文化財指定                | 朝鮮語版 | 文化財庁 | 大百科 |
| 名称                                                       | 所在地     | 所在地             | 座標                                     | 墳丘長    | 築造時期 | 発掘調査             | 名称                                              | 区分                      | 朝鮮語版 | 文化財庁 | 大百科 |
| ---------------------------------------------------------- | ---------- | ------------------ | ---------------------------------------- | --------- | -------- | -------------------- | ------------------------------------------------- | ------------------------- | -------- | -------- | ------ |
| 高敞七岩里古墳                                             | 全羅北道   | 高敞郡孔音面七岩里 | 北緯35度23分7.45秒 東経126度30分56.67秒  | 55m       | 5c後     | 2015年               | なし                                              | なし                      |          |          |        |
| 光州月桂洞1号墳 （光州月溪洞1号墳）                        | 光州広域市 | 光山区月渓洞       | 北緯35度12分49.80秒 東経126度50分30.59秒 | 45m       | 6c前     | 1993年 1995年        | 월계동장고분 （月溪洞長鼓墳）                     | 光州広域市記念物第20号    | [リンク] |          |        |
| 光州月桂洞2号墳 （光州月溪洞2号墳）                        | 光州広域市 | 光山区月渓洞       | 北緯35度12分51.41秒 東経126度50分32.39秒 | 35m       | 6c前     | 1993年 1995年        | 월계동장고분 （月溪洞長鼓墳）                     | 光州広域市記念物第20号    | [リンク] |          |        |
| 光州明花洞古墳 （明花洞長鼓墳）                            | 光州広域市 | 光山区明花洞       | 北緯35度7分33.92秒 東経126度43分25.59秒  | 33m       | 6c前-中  | 1993年 1994年        | 명화동장고분 （明花洞長鼓墳）                     | 光州広域市記念物第22号    | [リンク] |          |        |
| 霊光月山里月桂1号墳                                        | 全羅南道   | 霊光郡法聖面月山里 | 北緯35度21分25.49秒 東経126度30分23.75秒 | 39m       | --       | 未調査               | 영광월산리월계고분군 （靈光月山里月桂古墳群）     | 全羅南道記念物第189号     | [リンク] |          |        |
| 潭陽古城里1号墳 （潭陽古城里月城山1号墳）                  | 全羅南道   | 潭陽郡水北面古城里 | 北緯35度17分2.83秒 東経126度55分1.71秒   | 24m       | --       | 未調査               | 담양고성리월성산고분군 （潭陽古城里月城山古墳群） | 全羅南道記念物第187号     | [リンク] |          |        |
| 潭陽聲月里月田古墳 （潭陽声月里月田古墳）                  | 全羅南道   | 潭陽郡古西面声月里 | 北緯35度12分48.41秒 東経126度58分32.87秒 | 38m       | --       |                      | 담양성월리월전고분 （潭陽聲月里月田古墳）         | 全羅南道文化財資料第221号 |          |          |        |
| 咸平新徳1号墳                                              | 全羅南道   | 咸平郡月也面礼徳里 | 北緯35度13分15.23秒 東経126度36分24.83秒 | 51m       | 5c末     | 1991年 1992年        | 함평예덕리신덕고분군 （咸平禮德里新德古墳群）     | 全羅南道記念物第143号     | [リンク] |          |        |
| 咸平馬山里1号墳 （咸平馬山里杓山（瓢山）1号墳）            | 全羅南道   | 咸平郡鶴橋面馬山里 | 北緯35度3分17.35秒 東経126度32分47.10秒  | 46m       | --       |                      | 함평마산리고분군 （咸平馬山里古墳群）             | 全羅南道記念物第122号     | [リンク] |          |        |
| 咸平長鼓山古墳 （咸平長年里長鼓山古墳） （咸平竹岩里古墳） | 全羅南道   | 咸平郡孫仏面竹岩里 | 北緯35度6分38.56秒 東経126度28分55.46秒  | 66m       | --       | 未調査               | 함평죽암리고분 （咸平竹岩里古墳）                 | 全羅南道記念物第152号     |          |          |        |
| 霊岩チャラボン古墳                                         | 全羅南道   | 霊岩郡始終面泰澗里 | 北緯34度50分58.76秒 東経126度36分44.76秒 | 37m (48m) | 6c初     | 1991年 2011年 2015年 | 영암태간리자라봉고분 （靈巖태간리자라峰古墳）     | 全羅南道記念物第190号     |          |          |        |
| 海南龍頭里古墳                                             | 全羅南道   | 海南郡三山面昌里   | 北緯34度31分59.19秒 東経126度35分26.54秒 | 40m       | 6c中     | 2008年               | 해남용두리고분 （海南龍頭里古墳）                 | 全羅南道記念物第121号     |          |          |        |
| 海南長鼓山古墳 （海南方山里長鼓峰古墳）                    | 全羅南道   | 海南郡北日面方山里 | 北緯34度27分24.61秒 東経126度41分8.13秒  | 76m       | --       | 2020- 2021年         | 해남방산리장고봉고분 （海南方山里장고봉古墳）     | 全羅南道記念物第85号      | [リンク] |          |        |

以上のほか、光州堯基洞古墳（光州広域市光山区堯基洞）など数基の古墳でも前方後円形の可能性が指摘されている。
また近年の発見報道・発表として、次のものがある。
- 2013年 - 康津永波里古墳（全羅南道康津郡康津邑永波里、墳丘長67メートルか）[6]
- 2013年 - 羅州佳興里新興古墳（全羅南道羅州市多侍面佳興里、5世紀中頃か）[7]
- 2015年 - 高敞七岩里古墳付近で2基[8]

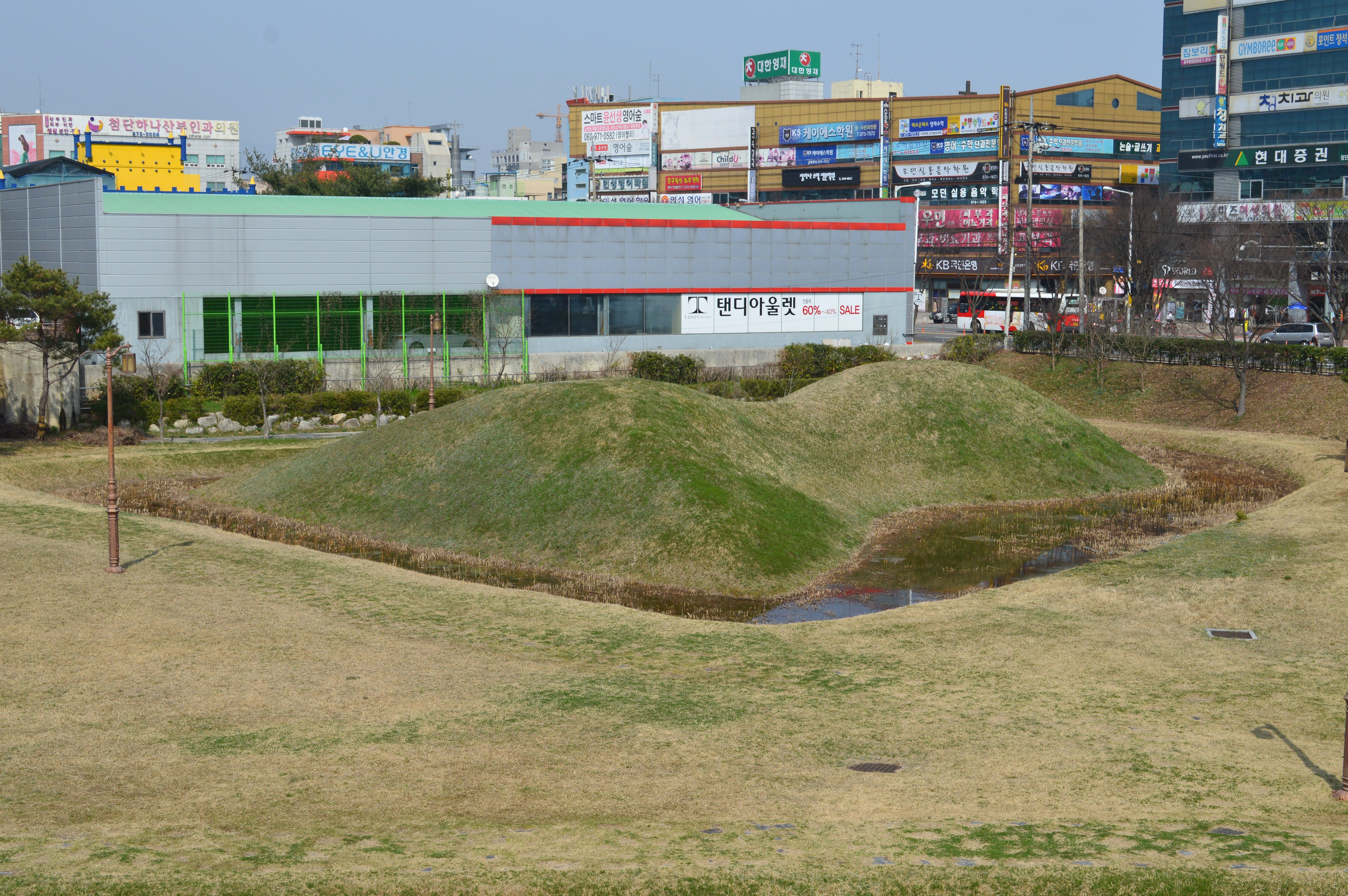
光州月桂洞2号墳
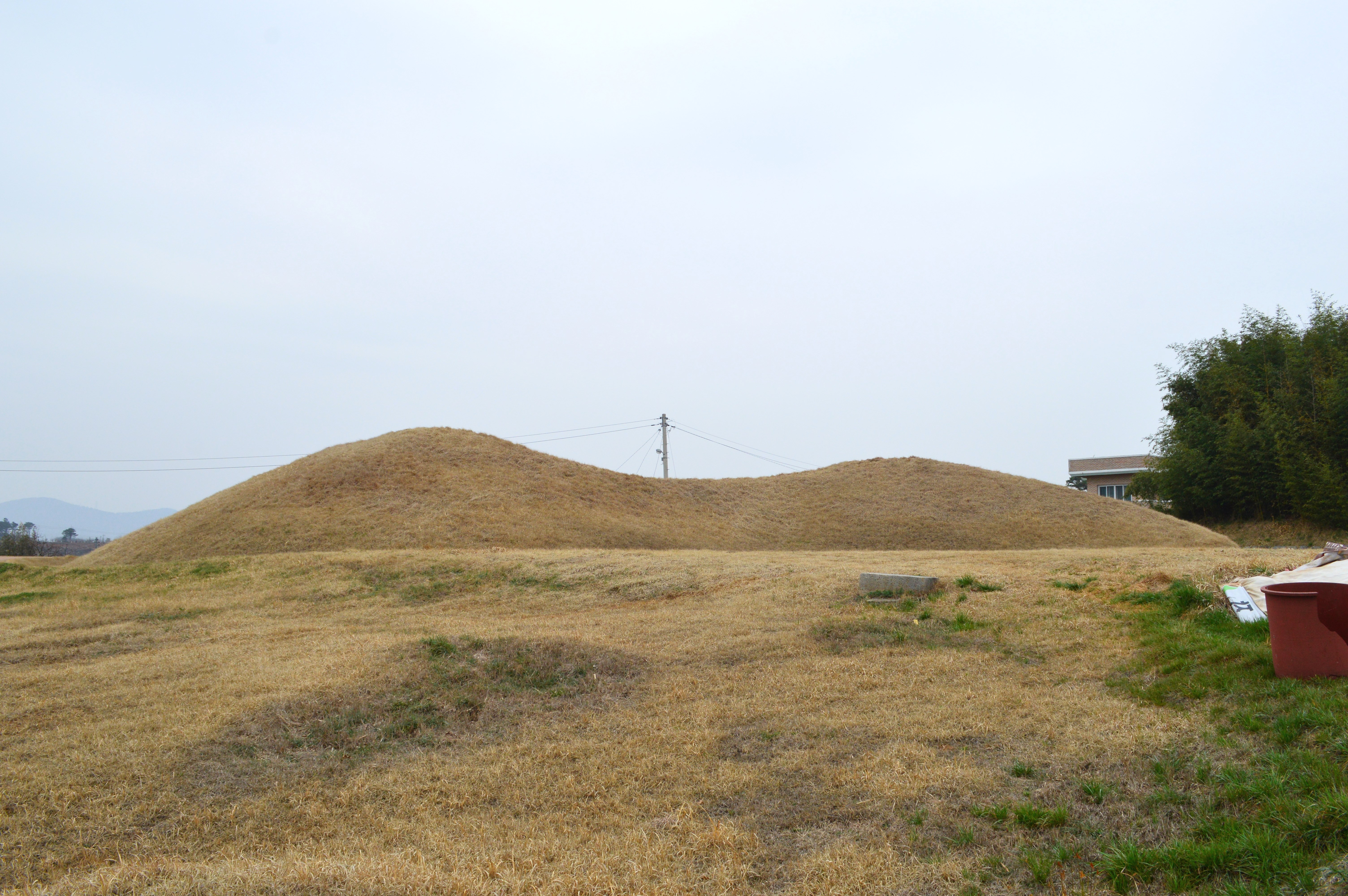
光州明花洞古墳
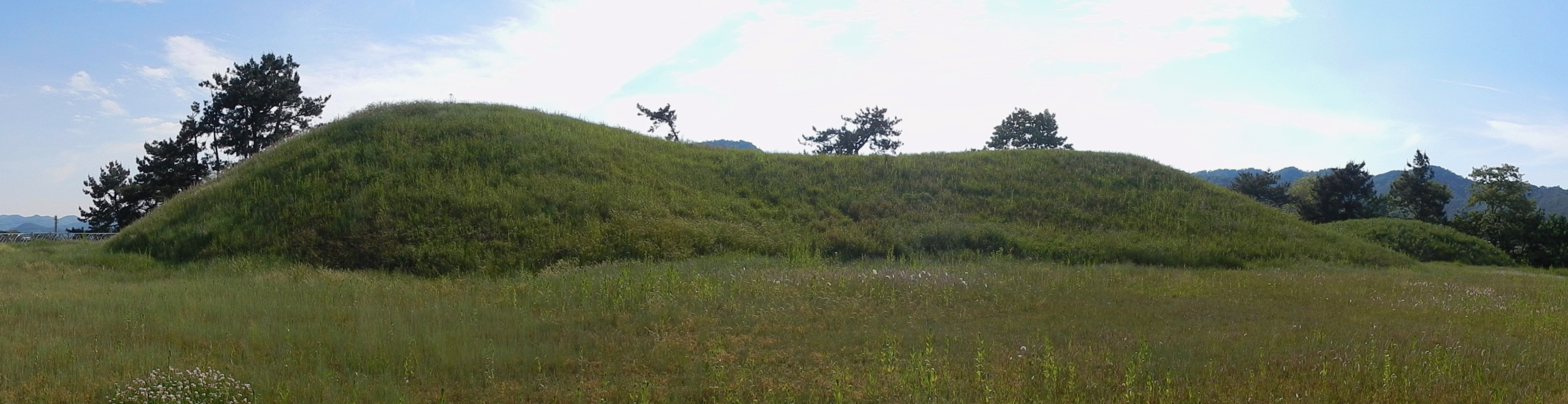
咸平新徳1号墳
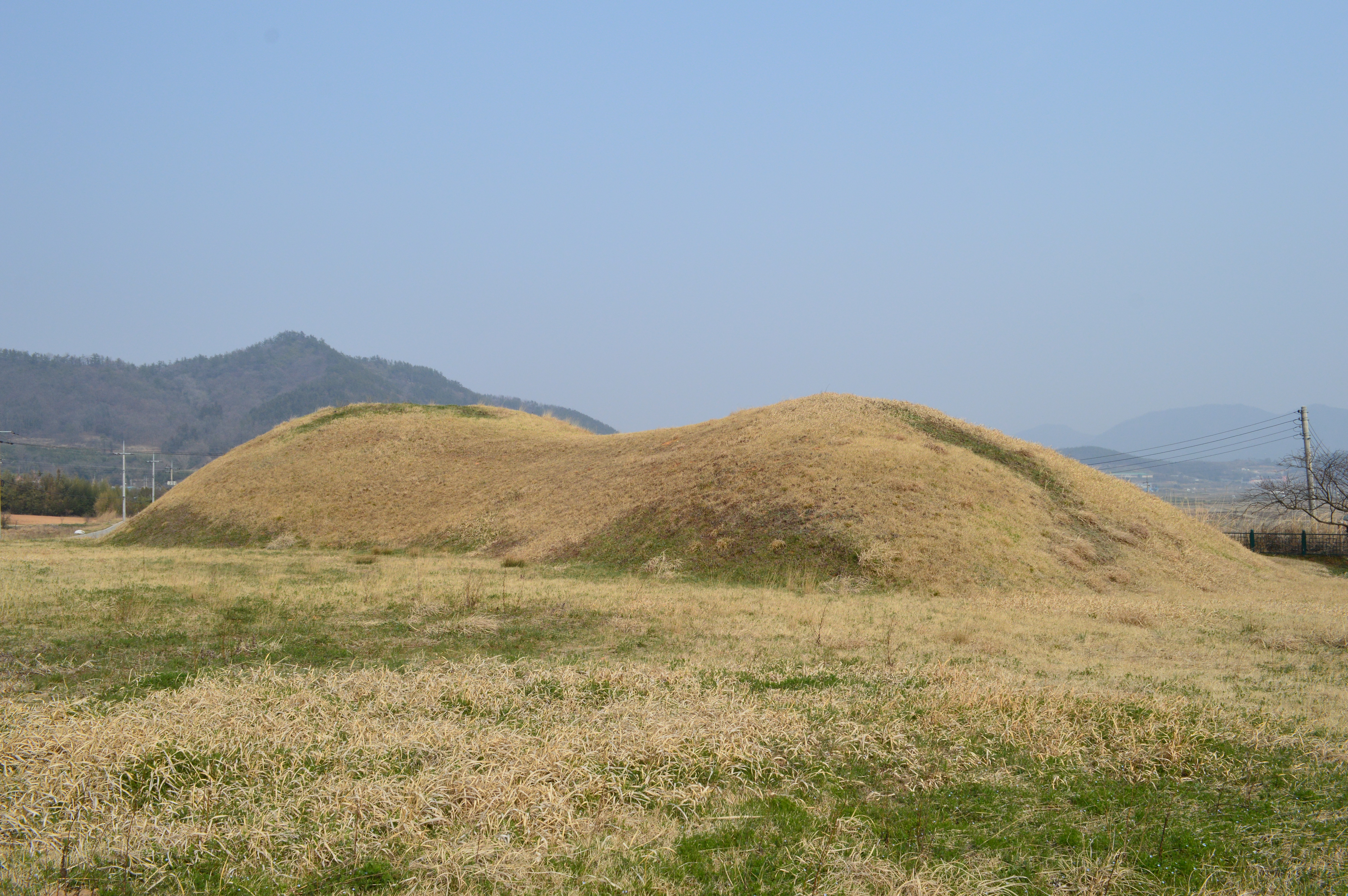
海南龍頭里古墳
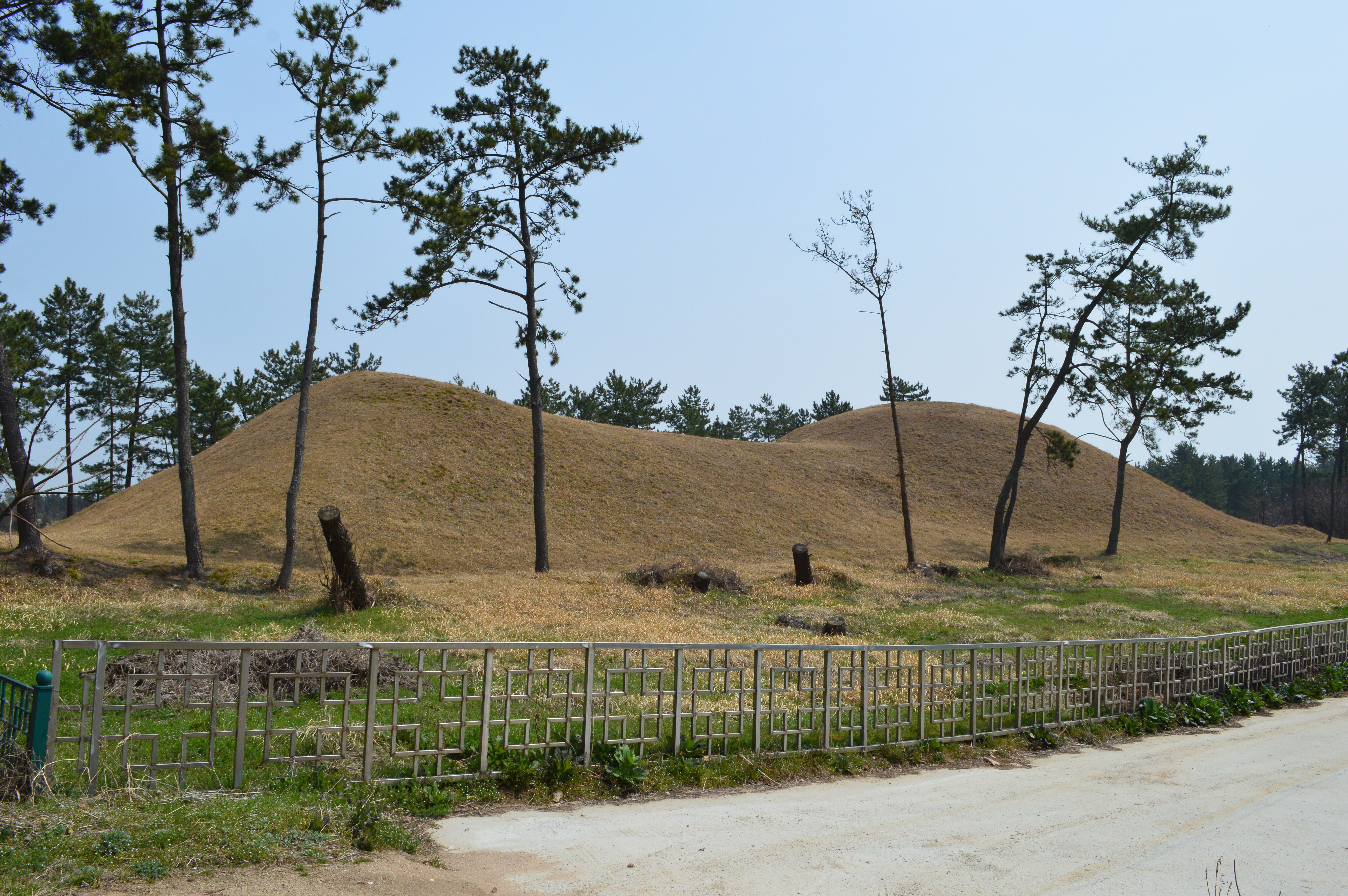
海南長鼓山古墳

## 特徴
分布
上記一覧表のように、朝鮮半島西南部の全羅南道・全羅北道（一部）における栄山江流域・霊光地域・高敞地域・海南半島に10数基が分布する。この地域では、在地系古墳として羅州市の羅州潘南古墳群・羅州伏岩里古墳群などが知られ、前方後円形墳はその外縁部に1基ずつ距離をおいて位置する。ただし、光州月桂洞1号墳・2号墳のみ2基が隣接して築造されている。
築造年代
発掘調査が行われていない古墳もあり築造年代は確実ではないが、概ね5世紀後半から6世紀前半の期間に収まるとされる。日本列島の前方後円墳の期間（3世紀中頃-7世紀前半頃）に比して短期間の築造になる。この期間は朝鮮半島では三国時代、日本列島では古墳時代中期-後期に相当する。

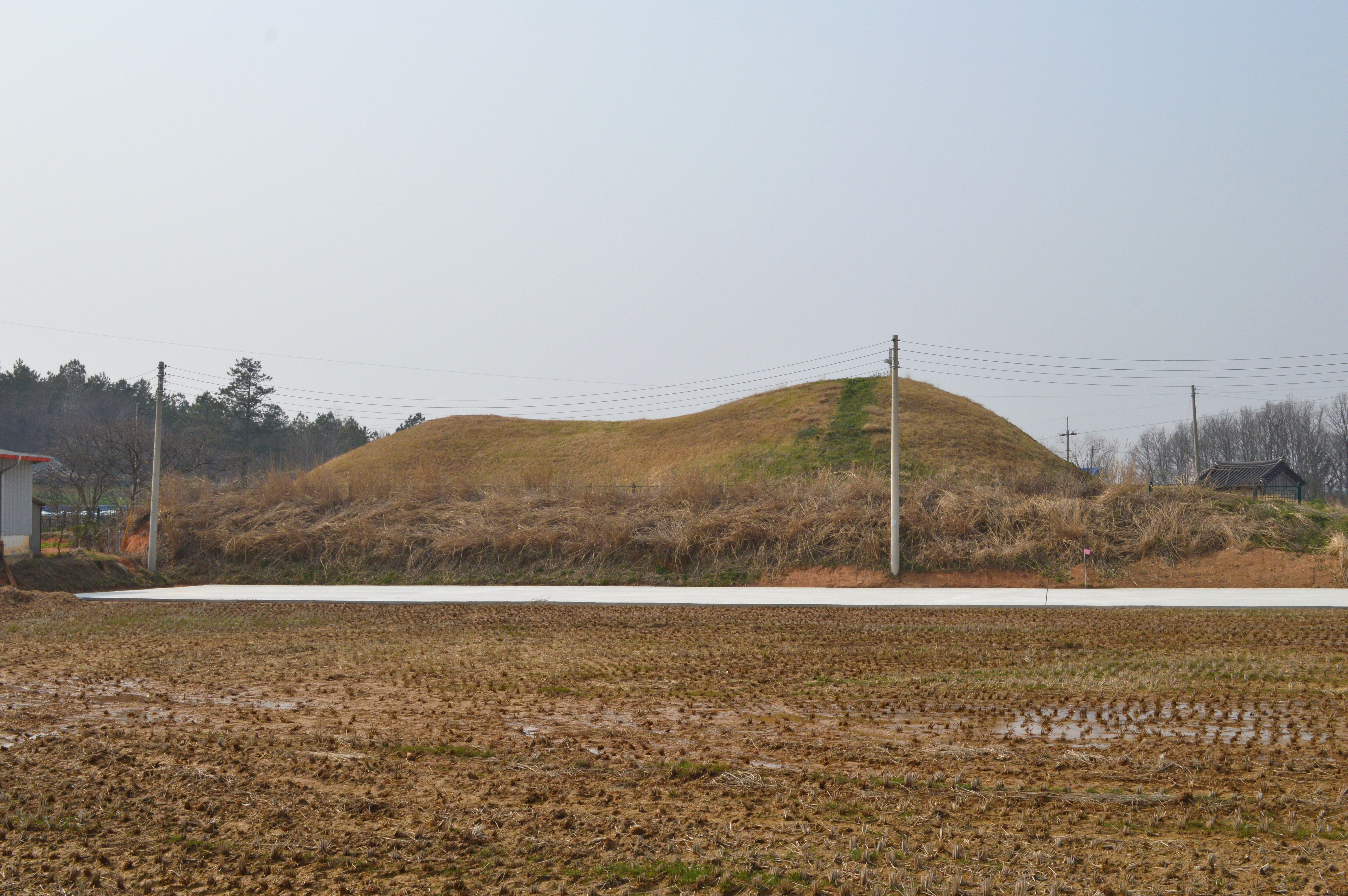
海南龍頭里古墳の墳形

墳丘
墳丘は前方後円形で、日本列島の前方後円墳と平面形を概ね共通する。墳丘長は約30メートルから最長76メートル（海南長鼓山古墳）で、日本列島の同時期の前方後円墳に比すと中規模クラスになる。しかし墳丘表面が急斜するなど、断面形において日本列島のものとは大きな差異が認められる。また、前方後円形墳同士でも形状は異なり、特に光州月桂洞1号墳・2号墳と光州明花洞古墳では、前方部が扇状に広がる特徴を有する。墳丘自体の築造方法は、日本列島の工人の手法ではなく在地系工人の手法になる。そのため、日本列島の前方後円墳と同一でなくむしろ模倣に近いと指摘される。

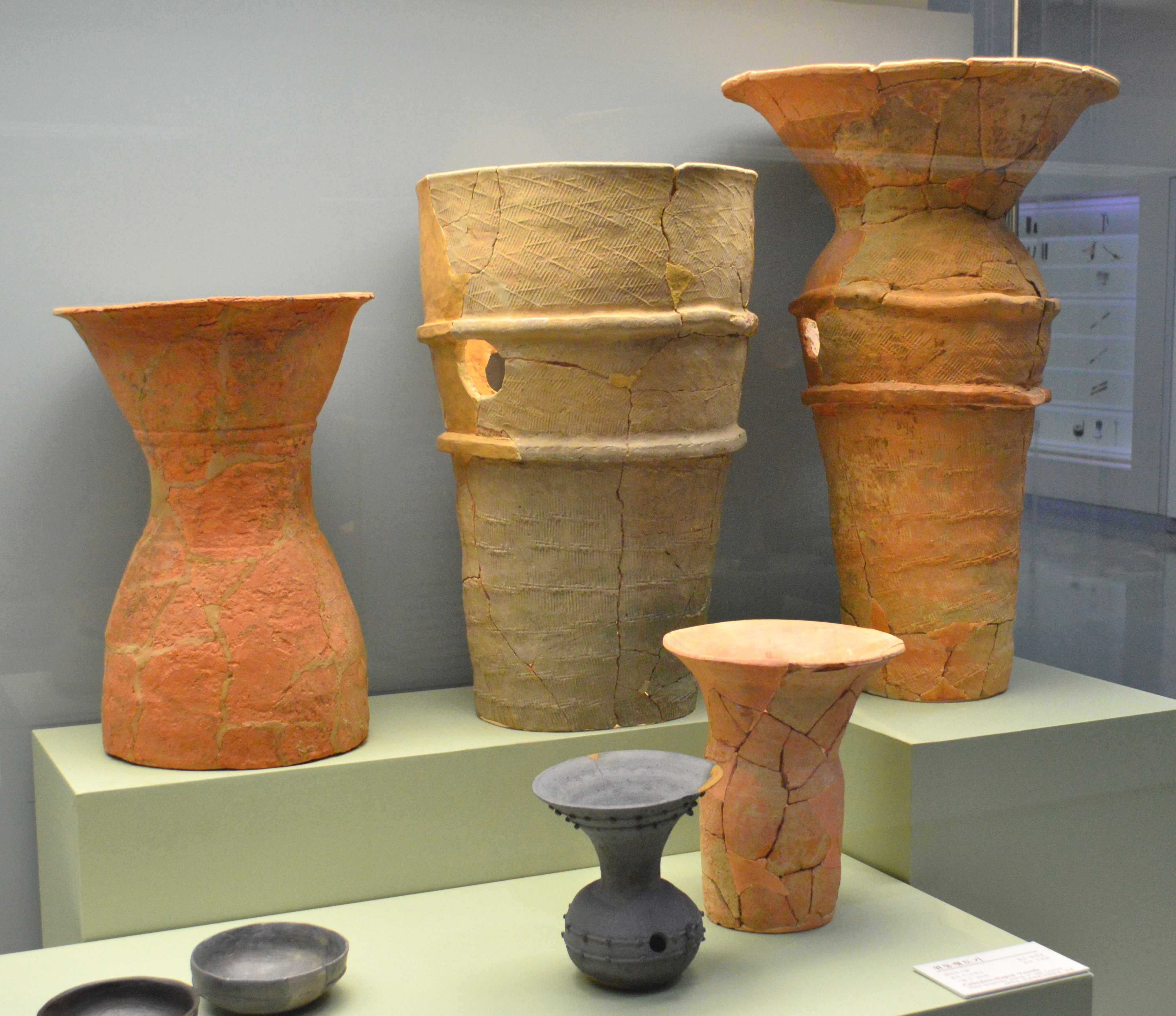
円筒形土製品光州月桂洞出土品。国立光州博物館展示。

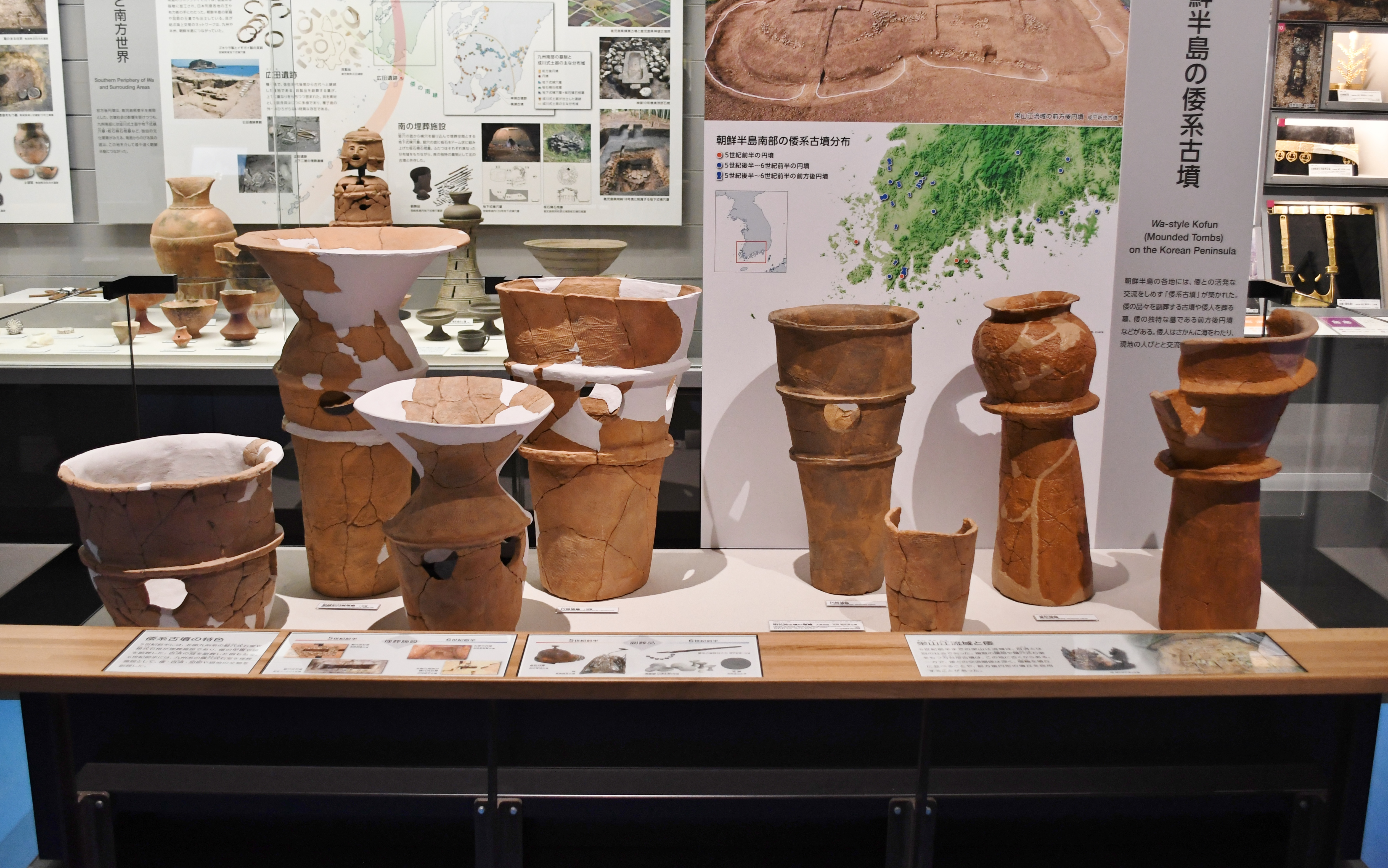
円筒形土製品（複製）光州月桂洞古墳群・光州明花洞古墳・羅州新村里9号墳出土品。国立歴史民俗博物館展示。

外部施設
外部施設として、一部の古墳では墳丘表面に周堀・葺石・段築の存在が知られ、これらは日本列島の前方後円墳と共通する。造出はいずれの古墳も有していない。
光州月桂洞1号墳・光州明花洞古墳・霊岩チャラボン古墳では、円筒埴輪・朝顔形埴輪に類似した土製品が出土している。これらの器形や、墳丘周囲に並べる使用法は、列島の埴輪とも一致する。また光州月桂洞1号墳・霊岩チャラボン古墳の周堀からは、列島のものと似た木製品が出土している。しかし、以上の土製品・木製品は列島の出土品と作製法・形状の点で大きな相違があり、墳丘築造同様に在地系工人による模倣と指摘される。
なお円筒埴輪状土製品の使用は、前方後円形墳に限らず在地系古墳においても見られている。
内部施設（埋葬施設）
日本列島の前方後円墳と同様に後円部中央に埋葬施設1基を有し、石室は多くで横穴式石室が採用されている（ただし霊岩チャラボン古墳は竪穴式石室）。発掘調査がなされた古墳のうちで、海南龍頭里古墳・咸平新徳1号墳は、日本列島の北部九州・有明海沿岸部の古墳と概ね同じ工法で、内壁にベンガラを塗ることにも共通性が見られる。海南長鼓山古墳においても同様に北部九州の要素が部分的に認められるが、全体的には北部九州とは異なる独特の構造になる。光州月桂洞1号墳・2号墳の場合は大部分が破壊されているが、やはり九州系石室の要素が存在する。一方これらに対し、霊岩チャラボン古墳は百済系の石室とされる。なお光州明花洞古墳でも石室の調査がなされているが、破壊が著しいため系譜はわかっていない。
石室内の埋葬棺は、咸平新徳1号墳や光州月桂洞1号墳・2号墳では百済系装飾木棺の使用が推測されている。また光州明花洞古墳・霊岩チャラボン古墳においても木棺の使用が推測される。これら木棺の使用は、北部九州にはほとんど見られない埋葬法になる。石室内施設での列島系要素は少なく、石屋形状（光州月桂洞1号墳）や石室内壁のベンガラに見られる程度である。咸平新徳1号墳では埋葬施設から多数の副葬品が見つかっているが、特に倭系文物では銀装三角穂式鉄鉾・捩り環頭大刀、百済系文物では装身具がある。全般的には、副葬品に関しては各地域の文物の混在が認められる。
なお、上記の北部九州系の横穴式石室は前方後円形墳に限ったものではなく、全南地方の在地系古墳や慶南地方（慶尚南道）の古墳においても一部で確認されている。
在地系古墳との比較
栄山江流域では、前方後円形墳と同時に羅州を中心として在地系古墳が営まれており（羅州潘南古墳群・羅州伏岩里古墳群など）、2つの墓制が存在したことが知られる。その中で、5世紀中頃までは低墳丘に複数の甕棺・木棺を埋葬する複合梯形墳が採られた。5世紀後半から方形・円形の高塚古墳に変わり、墳丘には複数の横穴式石室が設置された。これらと前方後円形墳とは、横穴式石室の使用、葺石・埴輪状土製品の使用、百済系装身具の使用、木棺の使用などにおいて共通点が存在する。一方で、墳形や、1古墳における埋葬施設の数の点では明らかに相違し、立地においても在地系高塚古墳の外縁部に前方後円形墳が分布するという違いがある。

## 背景
朝鮮半島では、4世紀後半から高句麗が南下政策を採り、475年に百済の漢山城（漢城：ソウル特別市）が高句麗によって陥落する。これを受けて百済は都を475年に熊津（忠清南道公州市）、さらに538年に泗沘（忠清南道扶餘郡）に遷した。前方後円形墳が営まれた5世紀後半から6世紀前半という期間は、百済がこの熊津に都を置いた時期に概ね相当する。この間に百済は勢力回復のため半島南部を志向し、上哆唎・下哆唎・娑陀・牟婁を512年に（『日本書紀』ではヤマト王権による任那四県の割譲と記述）、516年までに己汶、522年までに帯沙（多沙津）を領有する。
栄山江流域に限定した場合、文献史学的には史料に乏しいためこの期間の実態は明らかでない。今日の2000年代以降の歴史教科書においても、この地域を日本側では加耶諸国の領域に、韓国側は百済の領域に含めており日韓両国で見解に相違が存在する。この相違は『日本書紀』神功皇后49年（369年?）3月条での加羅七国平定伝説ならびに朝鮮半島南部を支配したという組織（いわゆる任那日本府）の真の主体についての見解の違いに起因するものであったが、この地域の考古学的な実態解明が進んだことによって日本・百済のいずれの直轄的支配も見直されつつある。考古学的には、栄山江流域は原三国時代（馬韓・弁韓・辰韓）の馬韓諸国の1つで、三国時代にも百済に併合されるまで倭（日本）・百済・加耶のいずれにも属さない在地勢力（馬韓残存勢力、一説に慕韓）であったと考えられるようになってきている。そして5世紀後半から6世紀前半に在地系の高塚古墳や列島系の前方後円形墳が築造されたのち、6世紀中頃には百済系の陵山里古墳群型石室が営まれ馬韓勢力のうちで最も遅く百済の支配下に入ったものとされる。なお、512年に百済が領有したという上哆唎・下哆唎・娑陀・牟婁を栄山江流域に比定する説がある。
日本列島では、3世紀中頃に前方後円墳が発生し、この「前方後円形」を首長墓の基本規格とする政治体制いわゆる「前方後円墳体制」が漸次形成された。4世紀半ばからは大陸王朝が弱体化し、列島・半島それぞれで中央集権化が進むが、その過程で、列島では5世紀に入ると巨大前方後円墳が創出され、5世紀後半の雄略大王（雄略天皇）の頃には前方後円墳の分布域は最大を迎える。6世紀前半の継体大王（継体天皇）の頃には半島との交流が特に活発化するが、この間、ヤマト王権は半島への政治的影響力を強め、半島においても前方後円形墳が造営されるに至る。ただし、6世紀後半までは列島での対半島外交は一元化されておらず、ヤマト王権のほか葛城・吉備・筑紫など各地方豪族によって多元的外交が行われたとされる。そのうち筑紫勢力（九州勢力）については、半島の九州系横穴式石室の展開との関係がうかがわれ、磐井の乱（527年-528年（または530年-531年））を契機とした筑紫勢力の衰退との関連を推察する説もある。

## 考証

### 研究史
朝鮮半島の前方後円形墳に関する研究は、古くは戦前に日本の谷井済一・有光教一らによって存在可能性が指摘されたことに遡る。戦後に至り、1972年に韓国の黄龍潭・尹世英らにより松鶴洞の古墳について前方後円墳の可能性が指摘され、再び認識されるようになった。
本格的に注目を浴びるようになったのは1983年で、韓国の姜仁求によって慶尚南道固城の松鶴洞1号墳を初めとする慶尚道・全羅道・京畿道の古墳36基で前方後円形の可能性が指摘された。1980年代後半から古墳の測量調査が進み、さらに1990年代からは発掘調査も開始され、前方後円形の古墳が存在することは確実となった。現在では上記10数基が前方後円形として認められ、考古学的に全容が明らかになりつつある。
これらの前方後円形墳は、発見当初は韓国側において日本列島の前方後円墳の起源になる古墳として注目されていた。しかしその後の調査によって築造年代が5世紀中頃以降であることが明らかとなり、逆に列島から導入された文化であることが確実とされている。ただし具体的な経緯に関しては明らかとなっておらず、被葬者の比定は在地首長説・倭系百済官人説・倭人説の3説に大きく分かれ、現在も活発な議論が続いている。

### 現在の諸説
在地首長説
- 主な論者：田中俊明、土生田純之、金洛中、延敏洙、朴淳發、森公章、小栗明彦、申大坤

栄山江流域の在地系首長が、一定の主体性を保ったまま、それまでの形式に代えて前方後円形を採用したとする説。百済が漢山城陥落ののち南方を志向したことを受け、栄山江流域首長が百済・倭と一定の交流を取りながら自立を維持するため、百済に対するアピール（牽制）として倭の形式を採用したと推測する。また九州系の横穴式石室が存在することから、九州へ渡った栄山江流域出身者が媒介となり、北部九州と連携しようとしたとする。羅州地域の在地系古墳との対応については、在地系グループ間で交流相手が異なった結果の相違であるとして、併存性を仮定する。そのほか、倭との交流に関係なく百済の圧迫に対抗するためのモデルとして前方後円墳を模倣したとする説、栄山江流域はすでに百済の支配下にあったが漢城陥落に伴ってその支配が緩まったとする説も提唱されている。
この説に対して、前方後円形墳の多くが在地系譜のない地域に突如出現すること等が反論として挙げられる。
倭系百済官人説

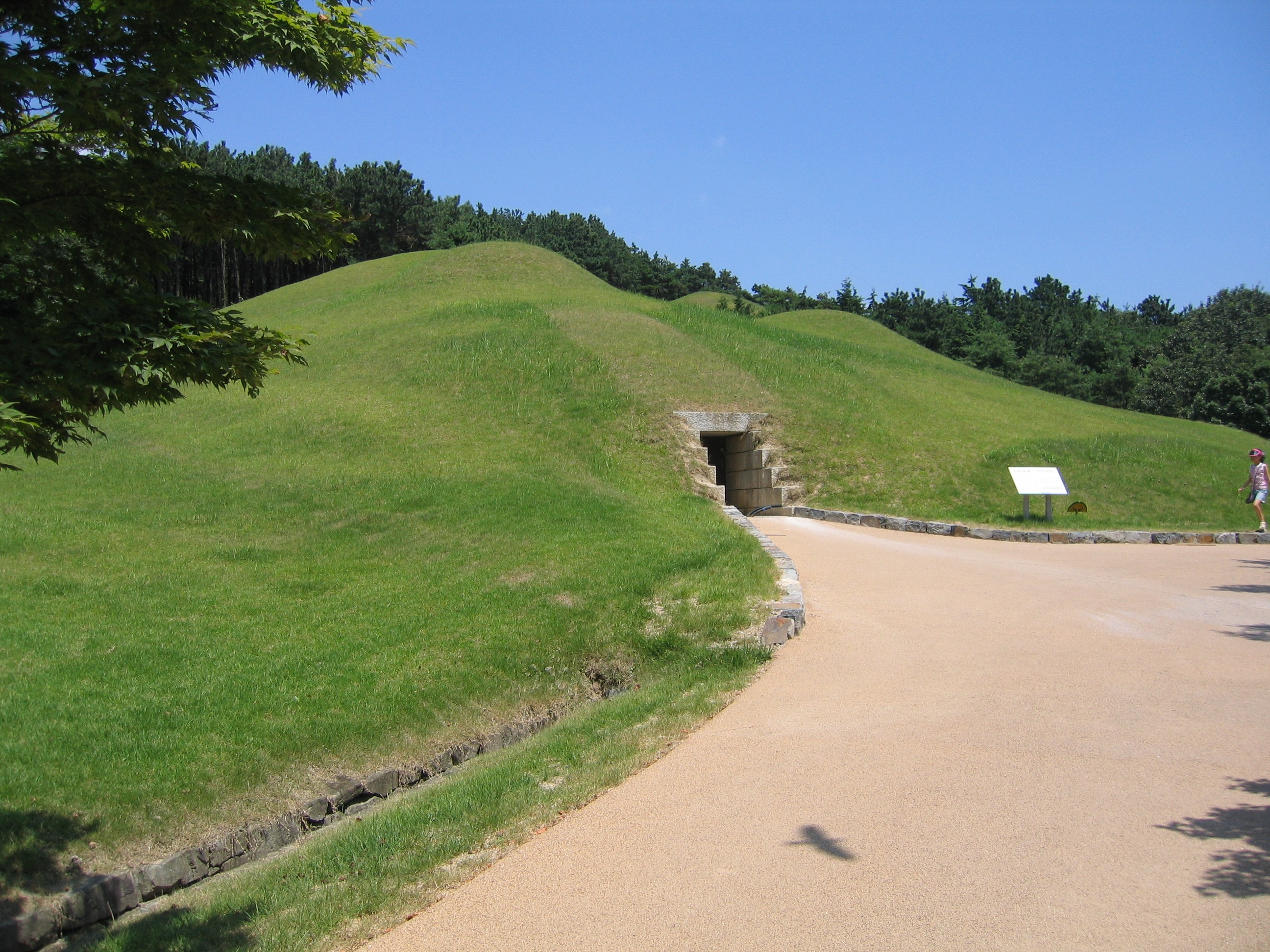
武寧王陵（忠清南道公州市）百済武寧王（在位：502年-523年）の陵。円墳で、木棺には日本列島産の高野槙を使用。

- 主な論者：朱甫噋、山尾幸久、西谷正、朴天秀、柳沢一男

大加耶征服を見据えた百済が栄山江勢力の牽制のため派遣した、倭人（北部九州・有明海出身者）の墓とする説。前方後円形墳の分布の分散性、前方後円形墳における百済系・倭系要素の混在、『日本書紀』にある倭系百済官僚の存在が根拠として挙げられる。例えば『日本書紀』雄略天皇23年4月条には、百済文斤王（三斤王）の死去により東城王が帰国するに際し、筑紫国軍士500人が護衛に遣わされたと見える。また同書継体天皇6年条などには、下哆唎国守（哆唎国守）の穂積臣押山の名があるが、これも倭系百済官僚とする説がある。そのほか、欽明天皇紀によれば紀臣奈率弥麻沙・物部施徳麻奇牟・物部連奈率用奇多・許勢奈率奇麻・物部奈率歌非・物部奈率奇非などの倭系と見られる百済人官僚の名が知られる。そしてこのような官人の墓に比定する根拠として、前方後円形墳は在地系譜のない地域に突如1代に限って出現することから、外部からの単発的派遣が指摘される。羅州地域の在地系古墳との対応については、外部勢力により交通路の遮断や外縁部からの圧迫のため前方後円形墳が配置されたとして、敵対性を仮定する。
この説に対して、在地系古墳と前方後円形墳の間に共通点が多く存在することや、各前方後円形墳が当時の百済王陵（武寧王陵の場合で20メートル）を上回る規模を持つこと、当時の栄山江流域の百済への帰属自体が不明であること等が反論として挙げられる。

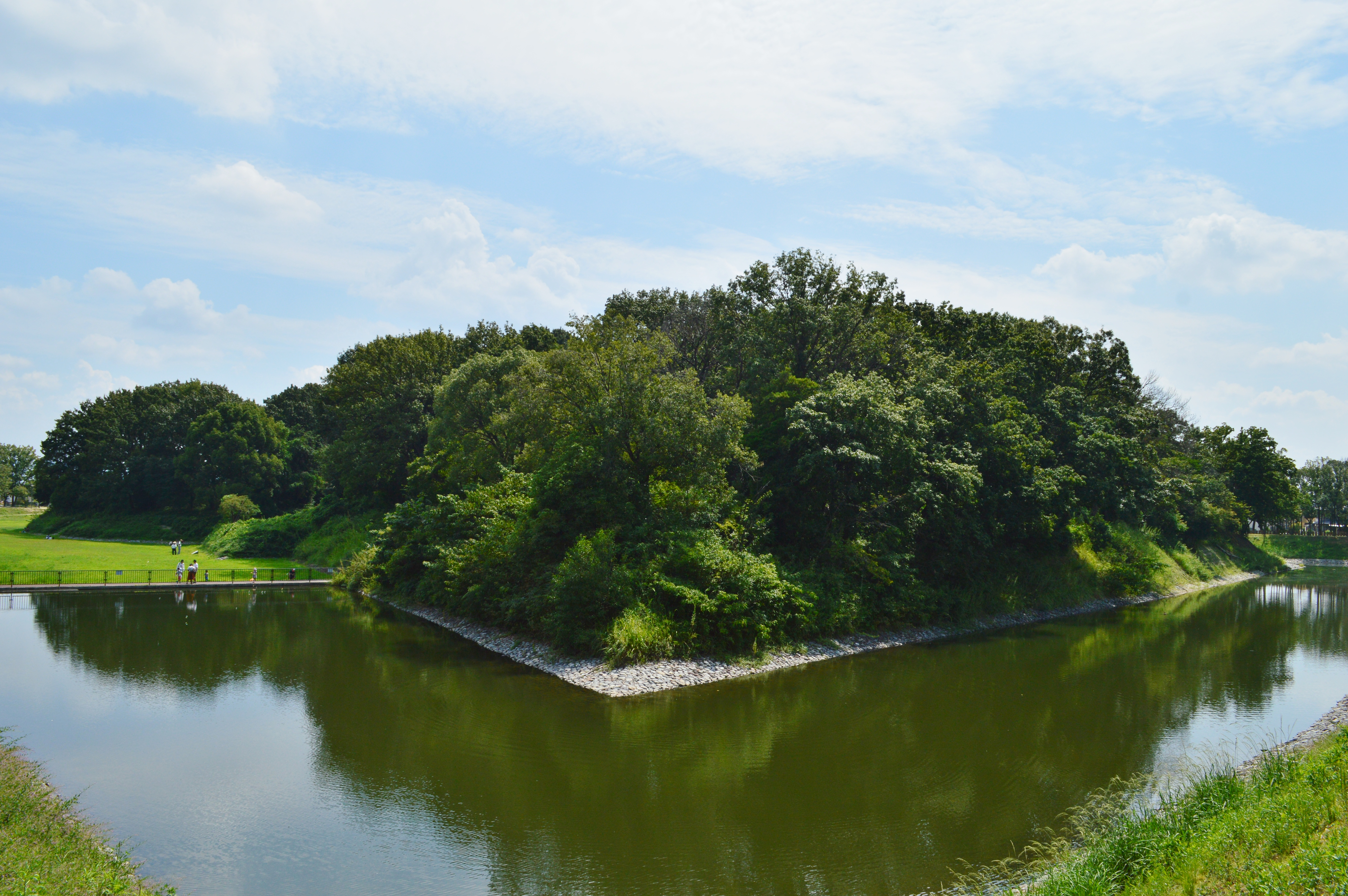
今城塚古墳（大阪府高槻市）継体天皇（在位：507年?-531年?）の真陵とされる。前方後円墳。

倭人説
- 主な論者：東潮、洪潽植

日本列島から移住した倭人の墓とする説。その中で、栄山江流域を『宋書』倭国伝に見える「慕韓」と仮定し、この慕韓が倭の影響下にあったと推測する説などがある。
この説に対して、倭人の大量移住の痕跡が見られないこと、慕韓は考古学的に実体がなく形式的呼称と見られること、栄山江流域と倭の間の交通路に大加耶・新羅が勢力を張っていたため倭の割拠は困難であること等が反論として挙げられる。
その他
- 林永珍は、栄山江流域から北部九州に移住した集団が、情勢の変化に伴い再び栄山江流域に戻ったと推測する[24]。しかし考古学的な裏付けには至っていない[23]。
- 都出比呂志は、前方後円墳を墓制の頂点とするヤマト王権の政治秩序として「前方後円墳体制」を提唱する中で、朝鮮半島南部の前方後円形墳についても、雄略大王期の中央集権化や継体大王期の朝鮮半島進出・交流を築造の背景として推測する[20]。
一方、これらの前方後円形墳では倭系に限らず在地系・百済系・加耶系の習俗も多重する点[28]、円墳・方墳なども含めた墓制全体でなく前方後円墳だけの「切り出し」である点[29]、6世紀にはすでに前方後円墳自体がヤマト王権の序列を表す意義を喪失したと見なせる点で[30]、そのような「政治秩序」の流入とする解釈には批判もある。

## 関連文献
（記事の執筆に使用していない関連文献）
- 森浩一『韓国の前方後円墳 -松鶴洞一号墳問題について-』社会思想社、1984年。ISBN 4390602756。
- 『幻の加耶と古代日本』 文藝春秋編、文春文庫、1994年。
- 『前方後円墳と古代日朝関係』朝鮮学会、2002年。ISBN 4886212514。
前掲：『朝鮮学報 第179輯』 朝鮮学会、2001年。
  - 西谷正 「韓国の前方後円墳をめぐる諸問題」。
  - 柳沢一男 「全南地方の栄山江横穴式石室の系譜と前方後円墳」。
  - 田中俊明 「韓国の前方後円形古墳の被葬者・造墓集団に対する私見」。
  - 山尾幸久 「5、6世紀の日朝関係 -韓国の前方後円墳の一解釈-」。
- 朴天秀『海を渡った日本文化 -古代の韓半島と日本列島-』鉱脈社、2006年。ISBN 4860611829。
- 『古代日本の異文化交流』勉誠出版、2008年。ISBN 978-4585104391。
  - 朴天秀 「栄山江流域における前方後円墳からみた古代の韓半島と日本列島」。
  - 柳沢一男 「韓国の前方後円墳と九州」。
  - 土生田純之 「前方後円墳をめぐる韓と倭」。
  - 鈴木英夫 「韓国の前方後円墳と倭の史的動向」。
  - 近藤浩一 「栄山江流域慕韓説の研究史的検討」。
- 小田富士雄「韓国の前方後円形墳」『古代九州と東アジア 1』同成社、2012年。ISBN 978-4886216168。